# PZL M–17
A PZL M–17 kétszemélyes, tolólégcsavaros lengyel iskola- és sportrepülőgép, amelyet a PZL Mielec repülőgépgyár fejlesztett ki az 1970-es években. Csak egy prototípusa készült el.

## Története
A repülőgépet a Varsói Műszaki Egyetem Energetikai Gépész és Repülőmérnöki Karának diákjaiból álló tervezőcsoportja tervezte Edward Margański vezetésével 1969–1971 között. Kezdetben EM–5A volt a típusjelzése (Edward Margański nevének kezdőbetűi után). Az alapkoncepció a lehető legkevesebb részegységből álló egyszerű szerkezeti kialakítás volt.
A terv felkeltette a PZL Mielec repülőgépgyárnak figyelmét, ahol a diploma megszerzése után a tervezőcsoport több tagja, Edward Margański, Zbigniew Paturski, Jerzy Cisowski és Leszek Rachoń is dolgozni kezdett. A PZL Mielecnél a prototípus építéséért felelős csoport vezetője Zbigniew Paturski lett. A konstrukciót jelentősen átdolgozták és a PZL M–17 gyári típusjelzést kapta a repülőgép. Az eredetileg vegyes, dural, műanyag és üvegszálas kompozit anyagok felhasználása helyett teljesen fémépítésű lett a repülőgép. A terveknek a repülőgépgyár technológiai lehetőségeihez igazítása jelentős időt vett igénybe, a fejlesztés emiatt elhúzódott. Csak 1977-ben készült el az SP-PEM lajstromjelet kapott prototípus, amely július 7-én emelkedett először a levegőbe Stanisław Wasil berepülőpilótával a fedélzetén.
A berepülés során számos tervezési és konstrukciós hibára derült fény. A prototípussal nem érték el a számított repülési teljesítményt. A gépbe a tervezettnél gyengébb motor került, és a változtatható állásszögű fém légcsavar helyett egy fix fa légcsavart építettek be. A legjelentősebb probléma  a motor túlmelegedése volt, emiatt a motor hűtését módosították és több hűtőlevegő-beömlő nyílást alakítottak ki.
Az első prototípussal szerzett tapasztalatok alapján elkezdték egy erősebb, 132 kW teljesítményű Lycoming motorral felszerelt módosított prototípus építését. Ez azonban már nem készült el, a jelentős módosítási igények miatt a munkálatokat időközben felfüggesztették.
A próbarepülések után 1979-ben a repülőgép a Rzezsówi Műszaki Egyetemre került, a gép további sorsa nem ismert.

## Műszaki jellemzői
Fémépítésű, középszárnyas elrendezésű, kétfaroktartós repülőgép. A szárny trapéz alakú, kétrészes. A szárnyprofil NACA 66-215. A sárkányszerkezet nagy része dúralumíniumból készült, emellett üvegszálerősítésű műanyagot is alkalmaztak.
A törzs fémépítésű, félhéj szerkezetű. A törzs elülső részében található a kétszemélyes pilótafülke. Mindkét pilótaülés előtt teljes értékű kezelőszervek találhatók. A lapos, áramvonalas törzsben a pilóták – a vitorlázó repülőgépekhez hasonlóan – félig fekvő helyzetben foglalnak helyet. A pilótaülések mögött csomagtartó volt 30 kg-nyi poggyász számára, ahol pótülés is elhelyezhető volt. A pilótafülkében a hagyományos műszereken kívül műhorizont, girokompassz és rádióiránytű is helyet kapott.
A faroktartók szerves egységet képeztek a függőleges vezérsíkkal, elől pedig a szárny középső részéhez csatlakoztak. A vízszintes vezérsík a két függőleges vezérsík között helyezkedett el, azok felső részéhez csatlakozott. A vízszintes vezérsík tömegkiegyenlítéssel rendelkezett.
A motor a toló légcsavarral a törzs hátsó részében kapott helyet. A prototípusba a 118 kW (160 LE) maximális teljesítményű Avia M337 hathengeres, soros hengerelrendezésű léghűtéses benzinmotort szerelték, amely egy 170 cm átmérőjű, kéttollú fa légcsavart hajtott. A később változatokba már egy nagyobb teljesítményű, 132 kW-os Lycoming motort és az L–200 Morava repülőgépen használt háromtollú fém légcsavart építették volna.
Az üzemanyagtartályokat a szárnyakban helyezték el. Két tartály a szárny középső részében, kettő a külső részében kapott helyet. Az üzemanyagtartályok összkapacitása 310 liter.
A repülőgép tricikli elrendezésű futóművel rendelkezett. A futóművek behúzhatóak, az orrfutó kormányozható. A kerékbehúzó szerkezet elektromos működtetésű, de vészhelyzetben manuálisan is kibocsátható. A kerekeket hidraulikus fékekkel látták el. Az orrfutó kereke az SZD–12 Mucha vitorlázó repülőgépből, a főfutó kerekei és a fékrendszer a Zlín Z–526F repülőgépből származtak.

## Műszaki adatok

### Geometriai méretek és tömegadatok
- Hossz: 6,5 m
- Szárnyfesztáv: 9,2 m
- Magasság: 1,7 m
- Szárnyfelület: 11,3 m²
- Üres tömeg: 650 kg
- Maximális felszálló tömeg: 1050 kg

### Motorok
- Motorok száma: 1 db
- Típus: Avia  M337 hathengeres, léghűtéses benzinüzemű motor
- Maximális teljesítmény: 118 kW (160 LE)
- Üzemanyagfogyasztás: 31 l/h

### Repülési jellemzők
- Legnagyobb sebesség: 300 km/h
- Utazósebesség: 250 km/h
- Átesési sebesség: 95 km/h
- Maximális megengedett sebesség: 500 km/h
- Hatótávolság: 2200 km
- Legnagyobb repülési magasság: 6500 m
- Emelkedőképesség: 7,9 m/s
- Felszállási úthossz: 180 m
- Kigurulási úthossz: 290 m